# Pouilly-en-Auxois
Pouilly-en-Auxois és un municipi francès, situat al departament de la Costa d'Or i a la regió de Borgonya - Franc Comtat. L'any 2007 tenia 1.474 habitants.

## Demografia

### Població
El 2007 la població de fet de Pouilly-en-Auxois era de 1.474 persones. Hi havia 653 famílies, de les quals 283 eren unipersonals (134 homes vivint sols i 149 dones vivint soles), 149 parelles sense fills, 168 parelles amb fills i 53 famílies monoparentals amb fills.
La població ha evolucionat segons el següent gràfic:
Habitants censats

### Habitatges
El 2007 hi havia 797 habitatges, 670 eren l'habitatge principal de la família, 50 eren segones residències i 77 estaven desocupats. 436 eren cases i 302 eren apartaments. Dels 670 habitatges principals, 286 estaven ocupats pels seus propietaris, 330 estaven llogats i ocupats pels llogaters i 53 estaven cedits a títol gratuït; 40 tenien una cambra, 132 en tenien dues, 123 en tenien tres, 176 en tenien quatre i 199 en tenien cinc o més. 494 habitatges disposaven pel capbaix d'una plaça de pàrquing. A 310 habitatges hi havia un automòbil i a 220 n'hi havia dos o més.

### Piràmide de població
La piràmide de població per edats i sexe el 2009 era:
| Homes | Edats   | Dones |
| ----- | ------- | ----- |
| 4     | 95 o +  | 4     |
| 8     | 90 a 94 | 28    |
| 12    | 85 a 89 | 36    |
| 4     | 80 a 84 | 20    |
| 24    | 75 a 79 | 56    |
| 56    | 70 a 74 | 40    |
| 32    | 65 a 69 | 36    |
| 36    | 60 a 64 | 20    |
| 28    | 55 a 59 | 28    |
| 20    | 50 a 54 | 28    |
| 68    | 45 a 49 | 72    |
| 52    | 40 a 44 | 32    |
| 48    | 35 a 39 | 56    |
| 52    | 30 a 34 | 72    |
| 52    | 25 a 29 | 64    |
| 48    | 20 a 24 | 44    |
| 21    | 15 a 19 | 40    |
| 56    | 10 a 14 | 44    |
| 48    | 5 a 9   | 36    |
| 32    | 0 a 4   | 56    |

## Economia
El 2007 la població en edat de treballar era de 876 persones, 655 eren actives i 221 eren inactives. De les 655 persones actives 615 estaven ocupades (338 homes i 277 dones) i 41 estaven aturades (11 homes i 30 dones). De les 221 persones inactives 94 estaven jubilades, 54 estaven estudiant i 73 estaven classificades com a «altres inactius».

### Ingressos
El 2009 a Pouilly-en-Auxois hi havia 649 unitats fiscals que integraven 1.412,5 persones, la mediana anual d'ingressos fiscals per persona era de 17.926 €.

### Activitats econòmiques
Dels 167 establiments que hi havia el 2007, 3 eren d'empreses extractives, 4 d'empreses alimentàries, 2 d'empreses de fabricació de material elèctric, 7 d'empreses de fabricació d'altres productes industrials, 11 d'empreses de construcció, 40 d'empreses de comerç i reparació d'automòbils, 8 d'empreses de transport, 9 d'empreses d'hostatgeria i restauració, 1 d'una empresa d'informació i comunicació, 9 d'empreses financeres, 10 d'empreses immobiliàries, 28 d'empreses de serveis, 24 d'entitats de l'administració pública i 11 d'empreses classificades com a «altres activitats de serveis».
Dels 46 establiments de servei als particulars que hi havia el 2009, 1 era una oficina d'administració d'Hisenda pública, 1 gendarmeria, 1 oficina de correu, 6 oficines bancàries, 3 tallers de reparació d'automòbils i de material agrícola, 2 autoescoles, 3 paletes, 1 guixaire pintor, 1 fusteria, 2 lampisteries, 2 electricistes, 1 empresa de construcció, 4 perruqueries, 10 veterinaris, 2 restaurants, 2 agències immobiliàries, 2 tintoreries i 2 salons de bellesa.
Dels 22 establiments comercials que hi havia el 2009, 1 era un hipermercat, 1 una gran superfície de material de bricolatge, 1 una botiga de més de 120 m², 3 fleques, 2 carnisseries, 2 llibreries, 2 botigues de roba, 1 una botiga d'equipament de la llar, 1 una sabateria, 1 una botiga d'electrodomèstics, 1 una botiga de mobles, 1 una botiga de material esportiu, 1 una botiga de material de revestiment de parets i terra, 1 una perfumeria i 3 floristeries.

## Equipaments sanitaris i escolars
El 2009 hi havia 2 farmàcies i 1 ambulància.
El 2009 hi havia 1 escola maternal i 3 escoles elementals. A Pouilly-en-Auxois hi havia 1 col·legi d'educació secundària i 1 liceu d'ensenyament general. Als col·legis d'educació secundària hi havia 242 alumnes i als liceus d'ensenyament general 110.

## Poblacions més properes
El següent diagrama mostra les poblacions més properes.